# Божидар Ђурић
Божидар Ђурић (Цетиње, 17. април 1930 — Задар, 21. август 2011.) био је српски сликар и графичар из Црне Горе.  

## Биографија
Божидар Ђурић био је самоуки сликар који је припадао фигуративној постнадреалистичкој традицији. Ђурић је користио свеж колорит и смела композициона решења. Одликовао се профињеном изведбом и богатом фактуром површина. Изградио је аутентичан стил коме је, са малим мотивским и морфолошким модификацијама, остао доследан током читавог стваралачког периода.

## Самосталне изложбе
- Задар,
- Цетиње,
- Загреб,
- Хоф,
- Франкфурт,
- Бајројт,
- Ријека,
- Торонто,
- Београд,
- Болоња,
- Сплит,
- Земун,
- Пула,
- Подгорица.

## Награде
- Прва награда Ликовног салона „13. новембар”, Цетиње (1967);
- Награда Задарског салона (1968);
- Откупна награда Ликовног салона „13. новембар”, Цетиње (1974).